# San Fedele Intelvi

Wappen

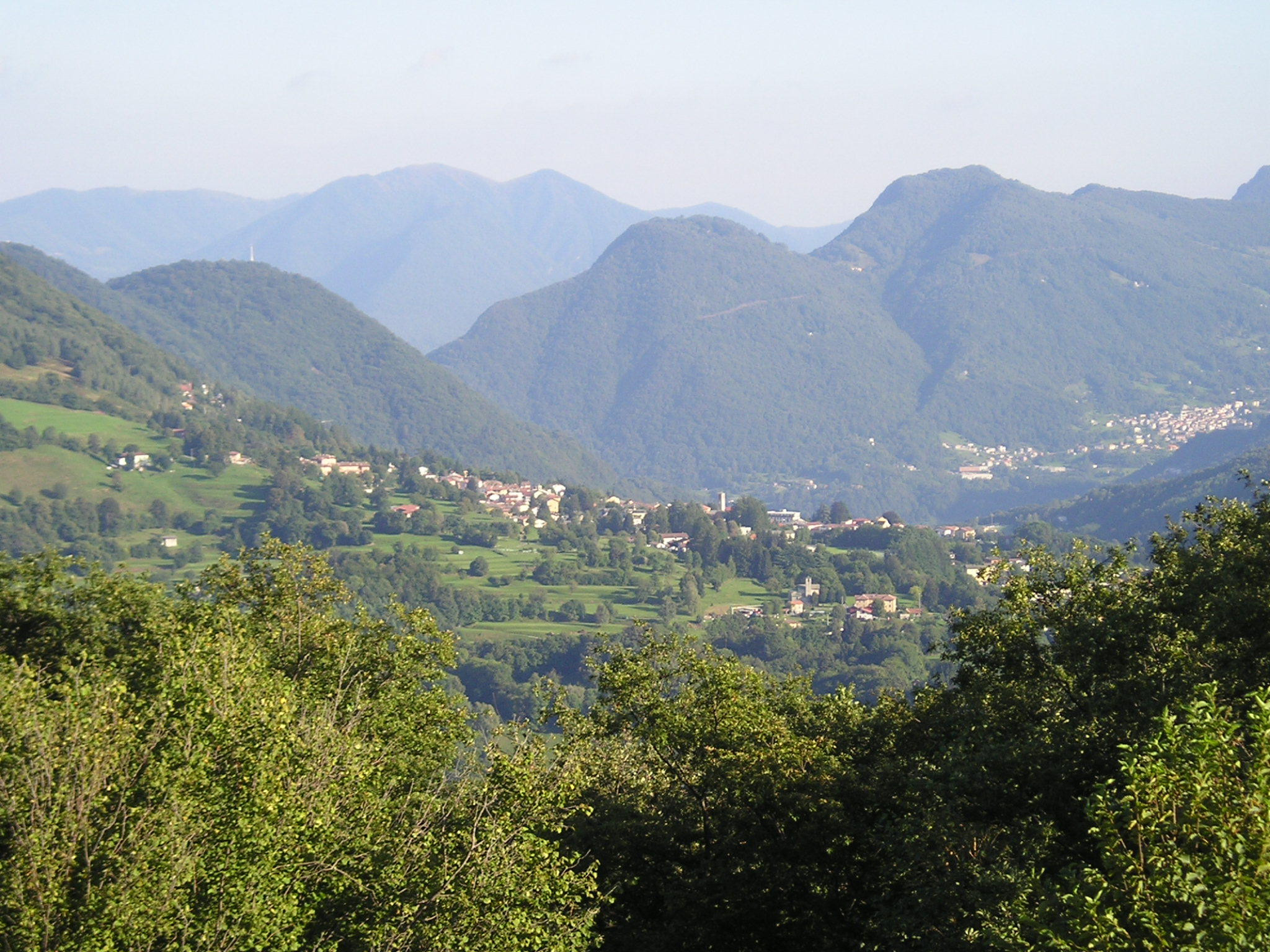
Blick auf San Fedele im Val d’Intelvi

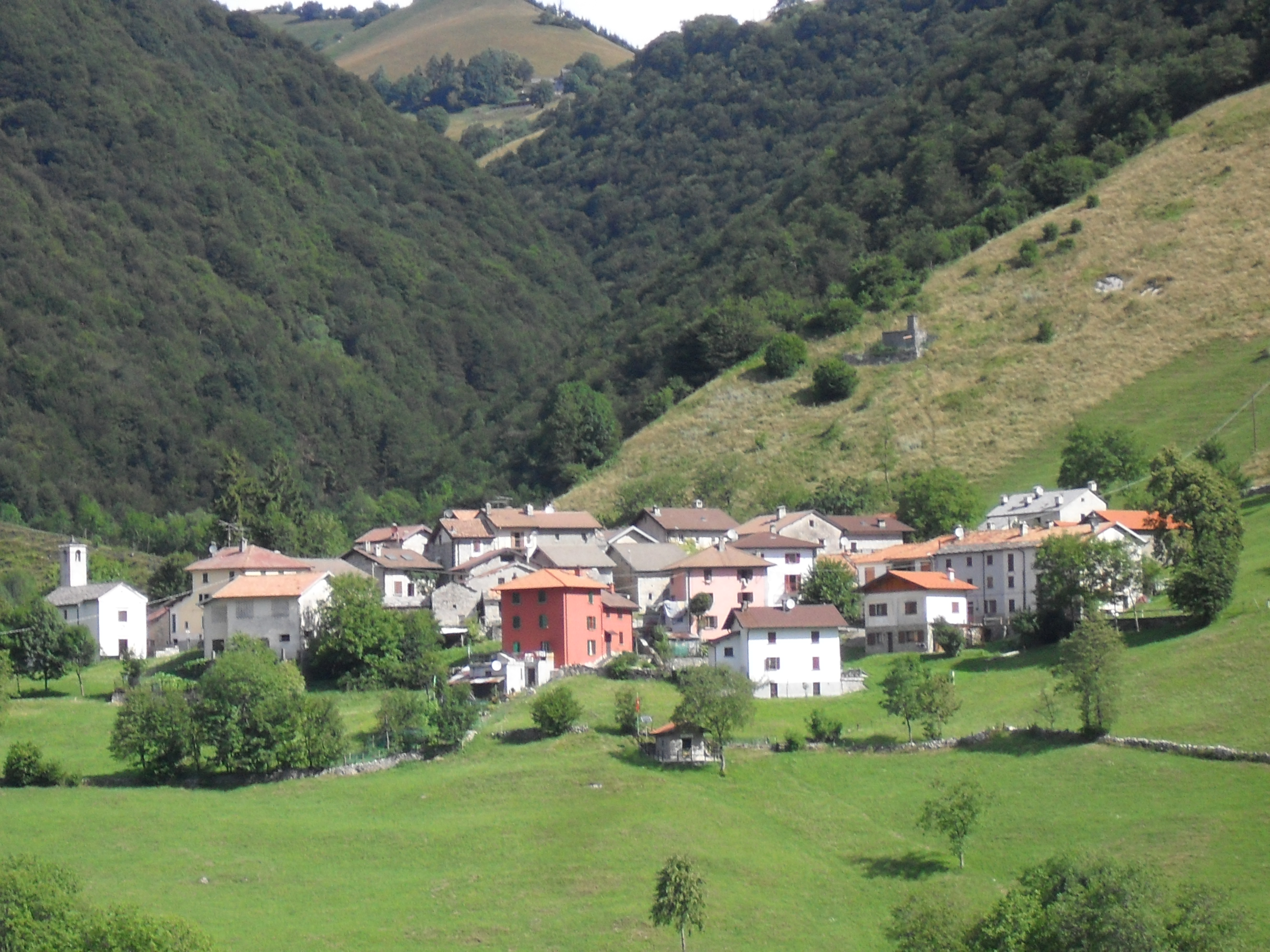
Erbonne

San Fedele Intelvi ist eine norditalienische Ortschaft im Val d’Intelvi in der Provinz Como in der Lombardei.

## Geographie
Die Ortschaft liegt etwa siebzehn Kilometer nördlich von Como an der Schweizer Grenze zwischen Ceresio und Lario. Der Weiler ist der Hauptort des Val d’Intelvi. Die ehemalige Gemeinde umfasste die Fraktionen Erbonne und Orimento. Auf ihrem Gebiet liegt der Gipfel des Monte Generoso, an der Grenze zur Gemeinde Val Mara.

## Geschichte
Die Entdeckung eines antiken Grabes beweist, dass das heutige Gebiet von San Fedele bereits in vorrömischer Zeit bewohnt war. Im Anhang zu den Statuten von Como von 1335 wird unter den zur Pieve d’Intelvi gehörenden Gemeinden die comune conscilii Sancti Fidelis vallis Intellevi aufgeführt, zu der San Fedele bis Mitte des 18. Jahrhunderts gehörte. Unter dem Herzogtum Mailand war die Gemeinde in die Fehde von Valle Intelvi verwickelt, die von den Rusca zwischen 1451 und 1570, von den Marliani von 1583 bis 1713 und von den Riva Andreotti bis zum Ende des 18. Jahrhunderts ausgefochten wurde.
Im Jahr 1751 gehörten zu San Fedele auch die Weiler Cassina Comia, Cassina Prada, Cassina Piazzo, Selvetta, Cassina Bremana, Borsallo, Molino, Cassina Pianca und Cassina Derbon. Ein Dekret zur administrativen Neuordnung des Königreichs Italien (1805–1814) von 1807 bestätigte die Angliederung der Gemeinden Laino und Pellio Inferiore e Superiore an die Gemeinde San Fedele. Die Annexion wurde jedoch mit der Restauration aufgehoben. Ab 1940 änderte die Gemeinde ihren Namen in San Fedele Intelvi. Sie war bis zur Gründung der Gemeinde Centro Valle Intelvi am 1. Januar 2018 eine eigene Gemeinde (com).

## Bevölkerung
| Bevölkerungsentwicklung' | Bevölkerungsentwicklung' | Bevölkerungsentwicklung'    | Bevölkerungsentwicklung' | Bevölkerungsentwicklung' | Bevölkerungsentwicklung' | Bevölkerungsentwicklung' | Bevölkerungsentwicklung' | Bevölkerungsentwicklung' | Bevölkerungsentwicklung' | Bevölkerungsentwicklung' | Bevölkerungsentwicklung' | Bevölkerungsentwicklung' | Bevölkerungsentwicklung' |
| ------------------------ | ------------------------ | --------------------------- | ------------------------ | ------------------------ | ------------------------ | ------------------------ | ------------------------ | ------------------------ | ------------------------ | ------------------------ | ------------------------ | ------------------------ | ------------------------ |
| Jahr                     | 1751                     | 1809                        | 1853                     | 1901                     | 1911                     | 1931                     | 1951                     | 1971                     | 1991                     | 2001                     | 2011                     | 2017                     |                          |
| Einwohner                | 443                      | 1245 (mit Laino und Pellio) | 626                      | 1174                     | 1222                     | 1226                     | 1206                     | 1350                     | 1346                     | 1491                     | 1752                     | 1832                     |                          |

## Sehenswürdigkeiten
- Romanische Pfarrkirche Sant’Antonio in San Fedele Inferiore, die romanischen Ursprungs ist (12. Jahrhundert), wurde im Laufe der Jahrhunderte stark renoviert. Die Kirche wurde von Montronio in Castiglione d’Intelvi im Jahr 1677 unabhängig. Die romanischen Elemente der Kirche bestehen aus der Giebelfassade (aus Steinquadern aus der Schule von Benedetto Antelami um die Mitte des Jahres 1100), dem Eingangsportal und dem quadratischen Glockenturm aus dem 17. Jahrhundert. Das Portal mit gespreizten Halbsäulen und dekorativen Skulpturen ist aus Naturstein, ebenso wie der Glockenturm und der erste Teil der Südfassade, der dem Eingang und dem ersten Erker entspricht. Die Kirche hat einen T-förmigen Grundriss, der von einer halbrunden Apsis abgeschlossen wird und zwei stark entwickelte Nord- und Südarme aufweist. Die Apsis entspricht nicht der ursprünglichen romanischen Apsis, die im 19. Jahrhundert zusammen mit einer dem Heiligen Rochus geweihten Kapelle mit Fresken abgerissen wurde. Die erste Kapelle auf der rechten Seite und die Nische des Taufbeckens waren ebenfalls nicht Teil der ursprünglichen Kirche. Im Inneren befinden sich ein Fresko aus dem 16. Jahrhundert, das eine Madonna mit Kind und Heiligen darstellt, sowie Stuckarbeiten von Diego Francesco Carlone und Fresken aus dem 17. Jahrhundert. Aus dem 18. Jahrhundert stammen zwei mehrfarbige Stuckmarmor-Fronten, von denen eine die Figur des heiligen Karl Borromäus darstellt. Sie wurden von lokalen Künstlern geschaffen[1].
- Kirche Santa Liberata mit Fresken des Malers Gaetano Corti[2]
- Kirche del Sacro Cuore, eine schlichte Saalkirche aus dem 19. Jahrhundert[3]
- Wallfahrtskirche San Rocco (19. Jahrhundert), der ein Prothyrum mit vier Serizzo-Säulen vorgelagert ist und die inmitten eines erhöhten Gartens außerhalb der Ortschaft liegt. Im Inneren befinden sich eine Kreuzigung aus dem 16. Jahrhundert und Gewölbe mit Fresken von Torildo Conconi.[4][5]

## Persönlichkeiten
- Stephanus de Sancto Fidele (* um 1440 in San Fedele Intelvi; † nach 24. Juni 1475 in Genua), Baumeister[6]

- Familie Orsi[7]
  - Prospero Orsi genannt Prosperino delle grottesche (* um 1560 in San Fedele Intelvi; † um 1633 in Rom), Maler[8][9][7]
  - Domenico Orso (* um 1565 in San Fedele Intelvi; † nach 1620 ebenda ?), Sohn von Giacomo, Baumeister in Genua, Schüler von Giovanni de Gallo[10]
  - Giovanni Batista Orsi (auch: Giovanni Battista Orsi) (* um 1600 in San Fedele Intelvi; † vor 1641 in Böhmen ?), Baumeister, Architekt des Barocks in Prag und Wien
- Giovanni Domenico Orsi de Orsini (* 1634 in Wien; † 14. Juli 1679 in Prag) (Herkunftsort San Fedele Intelvi), Sohn des Giovanni Battista, Architekt in Böhmen[11]
- Carlo Andrea Galetti (1745–1806), Altarbauer, seine Söhne Carlo Giuseppe und Antonio Galetti waren bedeutende Stuckateure